# М'єркуря-Сібіулуй
М'єркуря-Сібіулуй (рум. Miercurea Sibiului) — місто у повіті Сібіу в Румунії. Адміністративно місту підпорядковані такі села (дані про населення за 2002 рік):
- Аполду-де-Сус (1455 осіб)
- Добирка (691 особа)

Місто розташоване на відстані 242 км на північний захід від Бухареста, 29 км на північний захід від Сібіу, 99 км на південь від Клуж-Напоки, 143 км на захід від Брашова.

## Населення
За даними перепису населення 2002 року у місті проживали 4063 особи.
Національний склад населення міста:
| Національність   | Кількість осіб | Відсоток |
| ---------------- | -------------- | -------- |
| румуни           | 3476           | 85,6%    |
| цигани           | 424            | 10,4%    |
| німці            | 153            | 3,8%     |
| угорці           | 7              | 0,2%     |
| поляки           | 2              | < 0,1%   |
| росіяни-липовани | 1              | < 0,1%   |

Рідною мовою назвали:
| Мова      | Кількість осіб | Відсоток |
| --------- | -------------- | -------- |
| румунська | 3835           | 94,4%    |
| німецька  | 152            | 3,7%     |
| циганська | 66             | 1,6%     |
| угорська  | 7              | 0,2%     |
| польська  | 2              | < 0,1%   |
| російська | 1              | < 0,1%   |

Склад населення міста за віросповіданням:
| Релігія                                       | Кількість осіб | Відсоток |
| --------------------------------------------- | -------------- | -------- |
| православні                                   | 3693           | 90,9%    |
| лютерани (Аугсбурзького сповідання)           | 85             | 2,1%     |
| п'ятдесятники                                 | 72             | 1,8%     |
| бретрени                                      | 65             | 1,6%     |
| лютерани (Синодально-пресвітеріанська церква) | 55             | 1,4%     |
| греко-католики                                | 32             | 0,8%     |
| римо-католики                                 | 21             | 0,5%     |
| баптисти                                      | 12             | 0,3%     |
| лютерани                                      | 7              | 0,2%     |
| адвентисти                                    | 5              | 0,1%     |
| реформати                                     | 2              | < 0,1%   |
| старообрядці                                  | 1              | < 0,1%   |
| не релігійні                                  | 1              | < 0,1%   |
| атеїсти                                       | 1              | < 0,1%   |

## Зовнішні посилання
- Дані про місто М'єркуря-Сібіулуй на сайті Ghidul Primăriilor [Архівовано 10 серпня 2011 у Wayback Machine.]